# Hans-Ekkehard Bob
Hans-Ekkehard Bob (* 24. Januar 1917 in Freiburg im Breisgau; † 12. August 2013 ebenda) war deutscher Luftwaffenoffizier während des Zweiten Weltkrieges und später Unternehmer.

## Jugend
Hans-Ekkehard war der Sohn des Lederfabrikanten Karl Bob und dessen Frau Luise. Seine Kindheit verbrachte er als einziger Sohn mit vier Schwestern in Staufen im Breisgau.
Bereits als Gymnasiast begann er mit dem Segelflug und legte im Jahre 1936 in Freiburg im Breisgau mit Erfolg die Abiturprüfung ab.
Anschließend trat er als Offiziersanwärter in die Luftwaffe ein und wurde dort zum Piloten ausgebildet. 1938 wurde Bob zum Leutnant befördert und in das Jagdgeschwader 334 versetzt.

## Zweiter Weltkrieg
Während des Zweiten Weltkrieges wurde Bob an verschiedenen Fronten und in leitenden Positionen eingesetzt. So flog er u. a. in den bekannten Jagdgeschwadern 51 und 54. Gegen Ende des Krieges wurde er noch auf die damals revolutionäre Messerschmitt Me 262, das erste einsatzfähige und serienmäßig produzierte Strahlflugzeug der Welt, umgeschult.
Bob beendete den Krieg im Range eines Majors nach rund 700 Einsätzen und erzielte dabei 60 Luftsiege.

## Nachkriegszeit
Nach Kriegsende schlug sich Hans-Ekkehard Bob zunächst als Spediteur von Kleintransporten durch.
Nach der Währungsreform im Jahre 1948 führte er einige Transporte für eine Bohrmaschinen-Firma durch. Aufgrund dieses Kontaktes stieg Bob selbst in die Produktion von Bohrmaschinen ein und gründete im Jahre 1956 ein eigenes Unternehmen, die Bomag Bohrmaschinen und Geräte GmbH. & Co. KG in Celle. Aufgrund der Auftragslage erfolgten weltweite Einsätze. Anfang der 1990er Jahre verkaufte er sein Unternehmen und setzte sich geschäftlich zur Ruhe.
Die Fliegerei nahm Hans-Ekkehard Bob als Privatpilot wieder auf und war in den 1950er Jahren einer der Mitbegründer der Flugsportvereinigung Celle. Auch im Alter von über 90 Jahren war er selbst am Steuerknüppel anzutreffen.
Am 12. August 2013 verstarb Hans-Ekkehard Bob in seiner Heimatstadt Freiburg im Breisgau.

## Auszeichnungen
- Eisernes Kreuz (1939) II. und I. Klasse
- Ehrenpokal für besondere Leistung im Luftkrieg am 28. September 1940[3]
- Ritterkreuz des Eisernen Kreuzes am 7. März 1941[4]
- Deutsches Kreuz in Gold am 24. Dezember 1942[4]

## Veröffentlichungen
- Die Grünherzjäger : Bildchronik des Jagdgeschwaders 54. (mit Johannes Trautloft und Werner Held). Flugzeug-Publ., Illertissen 1999, ISBN 3-927132-54-3.
- Grünherzjäger im Luftkampf 1940 - 1945. (mit Johannes Trautloft) VDM Nickel, Zweibrücken 2006, ISBN 3-86619-006-9.
- Verratener Idealismus. VDM Nickel, Zweibrücken 2007, ISBN 978-3-86619-016-0.
- Jagdgeschwader 54 – Die Piloten mit den grünen Herzen. Helios Verlag, Aachen 2011, ISBN 978-3-86933-041-9.